# Paolo Pio Perazzo
Paolo Pio Perazzo (Nizza Monferrato, 5 luglio 1846 – Torino, 22 novembre 1911) è stato un ferroviere italiano, proclamato venerabile il 6 aprile 1998 da papa Giovanni Paolo II.

## Biografia
Paolo Pio Perazzo nacque a Nizza Monferrato, nella diocesi di Acqui. Durante la sua infanzia si trasferì con la famiglia prima a Villafranca Piemonte e poi a Moncalvo. A causa delle difficoltà economiche, i genitori non furono più in grado di finanziare i suoi studi e perciò fu affidato a uno zio, professore della scuola superiore di Pinerolo. Dopo aver terminato il ginnasio nel 1861, prima che avesse compiuto 15 anni venne assunto come bigliettaio delle ferrovie del Regno Sardo, che in quell’anno diventarono le Ferrovie Italiane. Nel 1867 venne trasferito a Torino, per lavorare nella stazione di Porta Nuova. Durante il suo periodo torinese assunse diversi ruoli nell’amministrazione delle ferrovie, diventando anche autore di molti dei regolamenti interni. Nonostante il suo impegno e il lungo servizio, non arriverà mai oltre la modesta qualifica di capoufficio, anche a causa delle sue opinioni religiose e della sua avversione per la massoneria, che all'epoca aveva molti affiliati fra i ferrovieri. Nel periodo in cui visse Paolo Pio Perazzo, l'anticlericalismo erodeva la pratica religiosa: ne erano sintomi l'aumento dei matrimoni civili, delle separazione, delle sepolture civili e delle cremazioni.
Da giovane collaborò con Leonardo Murialdo, futuro santo, a iniziative di apostolato per la gioventù.
Nel 1871 fu tra i primi soci del Circolo della Gioventù Cattolica Beato Sebastiano Valfrè. In questo ambito per sua iniziativa ebbero origine l’Opera delle Biblioteche circolanti, gli oratori per il catechismo ai fanciulli e la Società degli Operai cattolici. Entrò nella Conferenza di San Vincenzo della parrocchia del Corpus Domini il 23 febbraio 1874 e ritenne un obbligo religioso imprescindibile intervenire alle riunioni.
Svolse un'intensa attività giornalistica su giornali cattolici come "L’unità cattolica" e "L’emporio popolare". Nel 1874 fondò, con Leonardo Murialdo "L’Indicatore cattolico", e quindi "La voce dell’Operaio", che poi mutò nome in "La Voce del Popolo". Fu autore di numerosi opuscoli e di manuali di preghiere.
Il 19 marzo 1875, dopo aver frequentato il convento dei Cappuccini di Pinerolo, entrò a fare parte del Terz’Ordine Francescano, diventando successivamente l’organizzatore dei congressi nazionali del Terz’Ordine degli anni 1894 e 1895. 
Quando nell'arcidiocesi di Torino sorse il comitato promotore delle unioni cattoliche per gli operai ne fu eletto vicepresidente. Fu anche membro di direzione dell’Opera dei Congressi. Nel 1881 entrò a far parte del consiglio generale della società “La Benefica“, associazione di mutuo soccorso che destinava a beneficenza gli utili del capitale dei soci. Fu ancora socio dell’Unione Operaia Cattolica di San Secondo e quando vi fu eretta la chiesa parrocchiale, vi fondò un oratorio e la locale Conferenza di San Vincenzo, lasciando quella del Corpus Domini.
Nel 1885 fu eletto ministro della fraternità di San Tommaso.
Nel 1886 istituì un asilo per accogliere tutti i poveri e ammalati che non avevano trovato posto al Cottolengo, però incontrò molte difficoltà e l'asilo dovette chiudere. Fondò la Pia Unione contro la bestemmia e il turpiloquio, prendendo a modello un'analoga associazione romana fondata nel 1846. Diede vita all’Opera dell’adorazione quotidiana, di cui nel 1891 fu nominato presidente. Il 23 aprile 1892 l'arcivescovo di Torino Davide Riccardi eresse l'opera in confraternita, con sede nella parrocchia di San Tommaso. La confraternita si diffuse rapidamente in altre chiese dell'arcidiocesi e in altre diocesi, anche fuori d'Italia, così che il sodalizio fu elevato ad arciconfraternita nel 1894 da papa Leone XIII, il quale ricevette in udienza Paolo Pio Perazzo cinque anni dopo. 
Nel 1908, dopo 47 anni di servizio, si decise a denunciare i soprusi subiti, fu collocato in pensionamento anticipato con un preavviso di due giorni soltanto. A lungo cercò di istituire un'organizzazione cattolica per i ferrovieri italiani. Nel febbraio del 1910 assieme ad un gruppo di ferrovieri fiorentini riuscì a stampare la rivista cattolica “Direttissimo”, attraverso la quale ebbe origine nell’ottobre dello stesso anno il sindacato nazionale tra i ferrovieri cattolici italiani. Proprio lui, che aveva rinunciato a far valere i suoi diritti di lavoratore e rispondeva con l'abnegazione alle vessazioni che lo obbligavano a lunghi turni e alla rinuncia delle festività, aveva voluto un sindacato per difendere i diritti dei suoi colleghi.
La sua partecipazione a questa moltitudine di società cattoliche aveva come scopo quello di operare nella società civile in uno spirito di unione fraterna, avendo come scopo la gloria di Dio e la salvezza delle anime.
Nel 1911 era a Roma per ottenere da papa Pio X, che lo ricevette in udienza il 28 ottobre, l'approvazione degli statuti dell’Arciconfraternita dell’adorazione quotidiana. Di ritorno da una benedizione eucaristica contrasse la rabbia, causata dal morso di un cane. Tornato a Torino per le cure, che si rivelarono inefficaci, morì il 22 novembre 1911. Le esequie furono celebrate dall'arcivescovo di Torino Agostino Richelmy.
In un primo momento fu tumulato a Nizza Monferrato, per poi essere spostato nella chiesa di San Tommaso Apostolo a Torino nel 1953. Il cardinale Giuseppe Gamba introdusse nel 1928 la causa per la sua beatificazione e canonizzazione, la cui validità fu riconosciuta dalla Congregazione per le cause dei santi nel 1981. Il decreto fu firmato da papa Giovanni Paolo II nel 1998. 
Gli è stata dedicata una via di Lecco.

## Opere
- Il mese di giugno santificato, 1878 (3 edizioni), sulla devozione al Sacro Cuore di Gesù
- La democrazia cristiana e la ristorazione sociale secondo lo spirito di San Francesco d'Assisi, 1882, (7 edizioni) nel settimo centenario della nascita[6]
- L'anima cristiana alla scuola di San Francesco d'Assisi, 1885
- Tutti terziari, 1886
- Torino serafica, 1888
- Il tesoro dei tesori, 1894, in occasione del Congresso eucaristico nazionale di Torino[7]
- La Gran Madre di Dio Regina del Cielo e della Terra, 1898, in occasione del Congresso mariano di Torino
- La cristiana restaurazione della società sotto la guida della Gran Madre di Dio Maria Santissima, 1904
- Il prigioniero d'amore, 1908, di argomento eucaristico[8]